# Pęperzyn
Pęperzyn (deutsch Pempersin), auch Pampyerzyno, Peperzyno, Pampirzino, liegt in der polnischen Woiwodschaft Kujawien-Pommern. Der Ort ist Teil der Stadt-und-Land-Gemeinde Więcbork (Vandsburg) im Powiat (Landkreis) Sępoleński.

## Geographische Lage
Das Kirchdorf liegt im ehemaligen Westpreußen, am Probstei-See, etwa 40 Kilometer ostsüdöstlich von Flatow (Złotów) und sieben Kilometer südsüdöstlich von Vandsburg (Więcbork).

## Geschichte

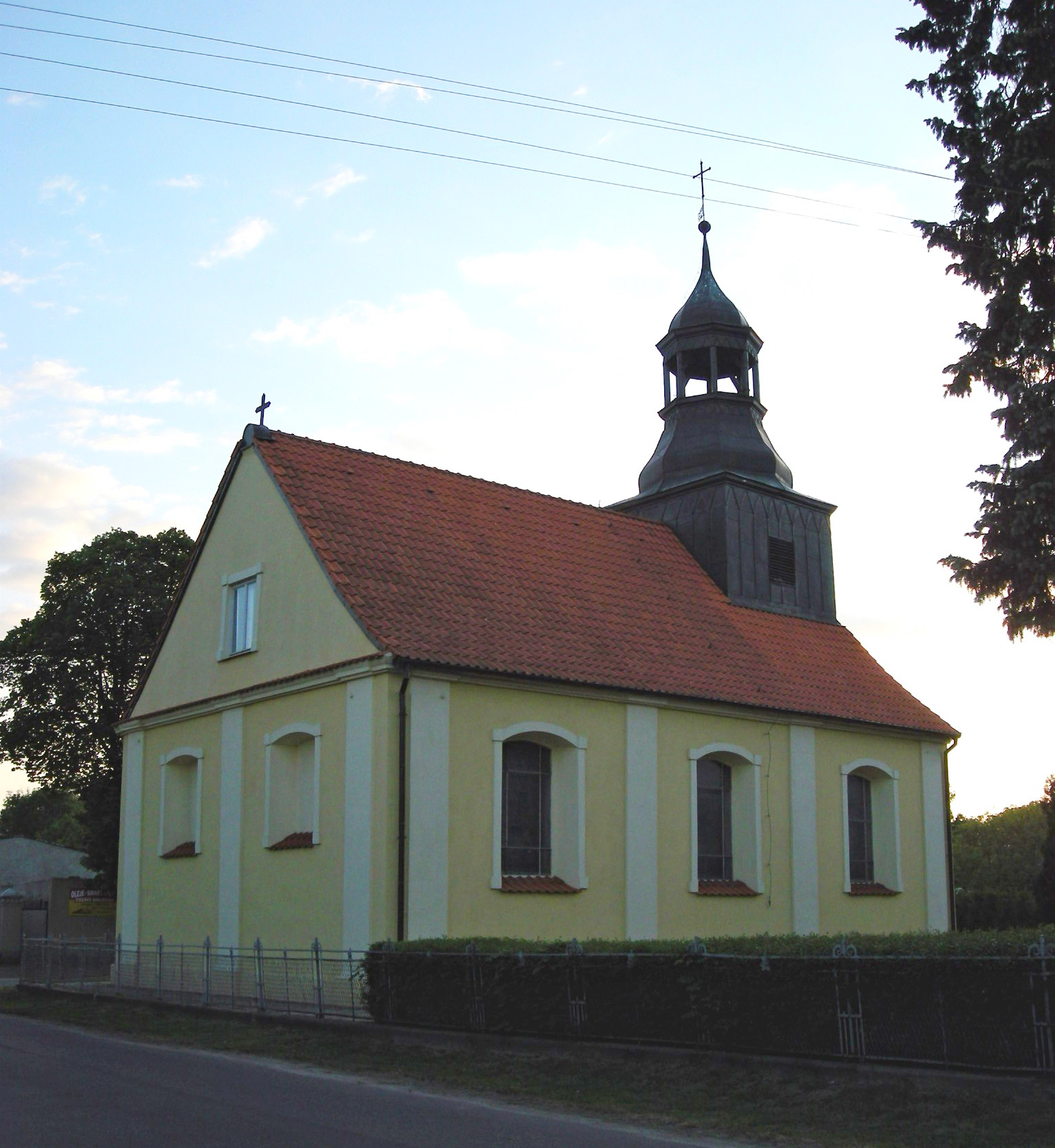
Kirche in Pęperzyn

Der Ortsname Pęperzyn ist vermutlich abgeleitet von einer Knospe (papie). Im Jahre 1288 musste der Ort Kirchensteuern an seinen Eigentümer, den Erzbischof von Gnesen entrichten. Durch ein Tauschgeschäft, welches nachträglich vom polnischen Großherzog Przemislaus II. bestätigt wurde, kam Pęperzyn gegen Ende des 13. Jahrhunderts in den Besitz des Bischofs von Posen, Andreas Pęmperzyn-Pęmperzynski († 1313) vom Wappen (herbu) Zaremba.
Seit 1383 gehörte der Ort zum weltlichen Herrschaftsgebiet von Więcbork (Vandsburg), das sich im Besitz der Familie Zebrzydowski befand. Familienangehörige der Linie auf Pempersin sollten sich fortan Pemperzynski genannt haben. So war es der Besitzer von Vandsburg, Markus Pemperzynski, verheiratet mit Katharina Strzelecki, der 1383 die Herrschaft übernahm. Sein Erbe übernahm dessen „edel gesinnter und gelehrter Sohn“ Nikolaus mit seiner Ehefrau – eine geborene Retkowski. Einhundert Jahre später ist Nikolaus Zebrzydowski (herb Radwan) auf Sittnow (Sitno bzw. Sypniewo im ehemaligen Landkreis Flatow) als Herr auf Pempersin angeführt. Da im Jahre 1545 ein Jan Pampirski (verm. Pemperzynski) im Zusammenhang mit Lehenrechten erwähnt wird, ist anzunehmen, dass die Pemperzynskis bis Mitte des 16. Jahrhunderts immer noch Besitzanteile im Dorf hatten.
Im Jahre 1644 verpfändet Kasper Zebrzydowski aus Więcbork seinen Anteil an Pempersin für 20.000 Złoty an eine Teresie aus Lubieńca, Witwe des Maciej Smogulecki, Starost im Powiat Bydgoski (1600–1617). Etwa zehn Jahre später erscheinen die Smoszewskis als Besitzer. Im Jahre 1687 zeichnet dann die Witwe Katarzyna Tolibowska aus Tuczna, Ehefrau des verstorbenen Stanisłaus Smoszewski, einen Vertrag über die Verpachtung ihrer anzeiligen Besitzungen, darunter auch das Dorf Permpersin. Sieben Jahre zuvor (1680) hatte sie für drei Jahre das Dorf Pempersin mit Sypniewo an Andrzej Kazimierz von Manteuffel-Kiełpiński verpachtet.
1712 erwerben die Grafen Potulicki von der Familie Garczyński, den Besitz von etwa 230 ha in Pempersin. Damals zugehörig zu Kamień Krajeński, umfasste das nunmehr Adlige Dorf, zu dem offensichtlich kein Vorwerk gehörte, im Jahre 1773 insgesamt 24 ½ Hufen, einschl. 1 ½ Schulzenhufen sowie ein See bei etwa 30 Feuerstellen und 296 Personen. Weiden gab es, wenn überhaupt, nur auf Brachflächen. Wälder sind erst ab 1777 als Teil des Adligen Guts überliefert. Die Wassermühle im Ort war für jährlich 50 Scheffel Roggen und 20 Florins auf Erbzinsbasis verpachtet. 1895 brannte sie nieder (5 Jahre zuvor brannten bereits 6 Häuser nieder). Der jährliche Güterertrag lag bei 766 Talern, 65 Groschen und 17 Pfennigen. Bewohner und Grundbesitzer in Pempersin hatten an den Gutsherrn Naturalien und Zinsen zu entrichten sowie Frondienste zu leisten. Bis 1852 hatte sich die Gemeindefläche vergrößert und umfasste nunmehr 420 ha, bis 1880 waren es dann 536 ha. Zuständig für Pempersin nebst Mühle, Dorf und Kolonie Rogalin war das Bezirksgericht zu Vandsburg. Kurz vor dem Ersten Weltkrieg lag die Einwohnerzahl bei 617, verteilt auf insgesamt 81 Feuerstellen.

## Kirche
Nach der Reformation war Pempersin ein evangelisches Kirchdorf, eine Filiale von Vandsburg. Im 18. Jahrhundert beschwört der Erzbischof und Fürstprimas a. d. H. Szembek den Untergang der evangelischen Religion, so dass insbesondere der Fortbestand der Kirche in Pempersin nicht gesichert werden konnte. Im Jahr 1739 wurde die Kirche nebst zwei Filialen geschlossen und jeder öffentliche Gottesdienst untersagt, nachdem der Erzbischof besorgt über die ständige Zunahme der Protestanten in Pempersin war, darunter eine Vielzahl von deutschstämmigen Siedlern. Die beiden evangelischen Prediger David Rosenau und Aegidius Falk wurden ihres Amtes enthoben und mitsamt ihren Vorlesern in den Nachbargemeinden (darunter auch Sypniewo) ′nackt′ ins Exil geschickt. Ein neuer Seelsorger für die Gemeinde sollte dagegen erst 15 Jahre später wieder erscheinen, nachdem die Gutsherren dafür Sorge trugen, dass die Protestanten wieder ihre Rechte erhielten.
Vermutlich wurde die alte evangelische Kirche zerstört, 1784 wurde bereits eine neue massive Kirche mit Fachwerkturm errichtet.

## Verkehr
Der Bahnhof Pęperzyn lag an der Bahnstrecke Świecie nad Wisłą–Złotów.